# Инчбальд, Елизавета
Елизавета Инчбаль, также Инчбальд  (англ. Elizabeth Inchbald, до замужества Симпсон; 15 октября 1753, Стэннингфилд, Саффолк — 1 августа 1821, Лондон) — английская писательница, актриса
, драматург и литературный критик.
Елизавета Инчбальд родилась в 1753 году в семье фермера-католика. Была восьмой из девяти детей. Получила домашнее образование. В 18 лет вышла замуж за актёра Джозефа Инчбальда.
Её роман «Простая история» переведен на многие европейские языки (1791). Первоначально название романа должно было звучать как «Обыкновенная история», но писатель И. А. Гончаров, чей роман с тем же названием был издан за год до публикации романа Инчбальд в России, попросил редактора журнала «Отечественные записки» (в котором в 1848 году был впервые напечатан роман Инчбальд) изменить название, чтобы не поощрять ненужные сравнения. Инчбальд также написала драму «Дитя природы»; комедию «Полночь»; множество фарсов, роман «Матильда» (продолжение «Простой истории»), «Искусство и жизнь» и др. Добилась успеха как актриса, несмотря на речевой недостаток (заметное заикание).